# Jiří Gůra
Jiří Gůra (20. února 1936 – 21. září 2016) byl český fotbalista, obránce. Po skončení aktivní kariéry působil jako trenér, s dorostem Sparty získal jako trenér mistrovský titul v roce 1978.

## Fotbalová kariéra
Byl mistrem Československa z roku 1965 se Spartou Praha. V lize nastoupil v 97 utkáních a dal 1 gól. V Poháru mistrů evropských zemí nastoupil ve 2 utkáních, v Poháru vítězů pohárů nastoupil ve 4 utkáních. Vítěz Československého poháru 1964.

## Ligová bilance
| Ročník                                   | Zápasy | Góly | Klub         |
| ---------------------------------------- | ------ | ---- | ------------ |
| 1. československá fotbalová liga 1958/59 | 10     | 0    | Sparta Praha |
| 1. československá fotbalová liga 1959/60 | 15     | 0    | Sparta Praha |
| 1. československá fotbalová liga 1960/61 | 10     | 0    | Sparta Praha |
| 1. československá fotbalová liga 1961/62 | 7      | 0    | Sparta Praha |
| 1. československá fotbalová liga 1962/63 | 10     | 0    | Sparta Praha |
| 1. československá fotbalová liga 1963/64 | 18     | 1    | Sparta Praha |
| 1. československá fotbalová liga 1964/65 | 23     | 0    | Sparta Praha |
| 1. československá fotbalová liga 1965/66 | 3      | 0    | Sparta Praha |
| 1. československá fotbalová liga 1967/68 | 1      | 0    | Sparta Praha |
| CELKEM                                   | 97     | 1    |              |